# Isla Suárez
La isla Suárez (nombre dado por Bolivia) o ilha de Guajará-Mirim (nombre dado por Brasil), es una isla fluvial amazónica ubicada en el río Mamoré. La soberanía sobre la isla está en disputa pasiva entre Brasil y Bolivia. Para Bolivia la isla forma parte del municipio de Guayaramerín en la provincia de Antonio Vaca Díez, departamento del Beni. Para Brasil es parte del municipio de Guajará-Mirim en el estado de Rondônia.

## Historia
La zona fue delimitada por el Tratado de Ayacucho, firmado el 27 de marzo de 1867, que en su artículo 4 expresa sobre la línea limítrofe:

(...) nacientes del Río Verde; bajará por este río hasta su confluencia con el Guaporé y por medio de éste y del Mamoré hasta el Beni, en donde comienza el Río Madeira (...)

La frontera en esta zona fue demarcada en 1877, estableciéndose en la isla la empresa boliviana Suárez Hermanos en 1896. El artículo 4 del Tratado de Petrópolis del 17 de noviembre de 1903, confirmó el mismo límite fijado en 1867. El 1 de abril de 1930 la legación brasileña en La Paz reclamó por lo que consideraba era una ocupación boliviana indebida de la isla. En 1937 el gobierno de Bolivia presentó un informe demostrando la mayor proximidad de la isla al lado boliviano, lo que fue rechazado por Brasil. En 1955 Brasil tuvo la intención de establecer un puesto policial en ella, pero no lo llevó a cabo.
El 29 de marzo de 1958 se firmó un acuerdo entre los dos países llamado Acuerdo de Roboré, en el cual tras solucionar otros asuntos litigiosos, se acordó resolver en el futuro la disputa de soberanía sobre la isla Suárez. Este acuerdo fue ratificado por el Congreso Brasileño el 30 de noviembre de 1968. En su artículo 4 expresa:

El Gobierno del Brasil concuerda con el Gobierno de Bolivia en considerar, en otra oportunidad, la cuestión referente al estatus jurídico de la isla de Guajará-mirim (Isla Suárez).

A 2025 la isla sigue sin ser adjudicada a la soberanía de uno de los dos países, permaneciendo de hecho bajo administración boliviana. En la frontera entre Bolivia y Brasil más de 80 islas en los ríos Mamoré y Guaporé continúan sin ser asignadas a uno u otro país, junto con 9 islas del trecho fronterizo entre ambos en el río Paraguay.

## Geografía
La isla Suárez tiene una superficie de 2,58 kilómetros cuadrados (km²) con unas dimensiones de 3,3 kilómetros de largo por 1,1 kilómetros de ancho y un perímetro de 7,9 kilómetros. En sus adyacencias se encuentran dos pequeños islotes situados al lado este con una superficie de 5300 m² y 6400 m² respectivamente, siendo el más grande el situado al sur.
El 70% de la isla pertenece a particulares brasileños y el resto a bolivianos.
A pesar de que la isla queda más cerca de Bolivia, la misma es económicamente dependiente de los ciudadanos brasileños del municipio de Guarajá-Mirim.